# François Borel
Pour les articles homonymes, voir François Borel (peintre) et Borel.
François Borel, né le 1er décembre 1948 à Neuchâtel (originaire de la même ville et de Couvet) est une personnalité politique suisse, membre du Parti socialiste (PSS). Il est député du canton de Neuchâtel au Conseil national de 1981 à 1999.

## Biographie
François Borel est né le 1er décembre 1948 à Neuchâtel. Il est originaire de sa ville natale et de Couvet. Il est le fils du divisionnaire Denis Borel et le petit-fils du commandant de corps Jules Borel.
Il passe son enfance à Berne, puis étudie les mathématiques à l'Université de Neuchâtel où il obtient également un doctorat en sciences. En 1979, il est enseignant à l'École supérieure de commerce de Neuchâtel, mais en est renvoyé à la suite de sa candidature au Conseil national. Il enseigne ensuite les mathématiques dans un lycée de Neuchâtel.
Il est père de deux enfants.

## Parcours politique
Membre du Parti socialiste suisse, il siège dans les conseils généraux de Corcelles-Cormondrèche, Peseux puis Neuchâtel de 1973 à 1996. Il siège au Grand Conseil du canton de Neuchâtel de 1973 à 1984 et préside le groupe socialiste pendant cinq ans.
En 1979, il est candidat au Conseil national. Il n'est pas élu, mais entre au parlement en cours de législature, en 1981, à la suite de la démission de son collègue de parti René Felber. Il siège dans plusieurs commissions. En 1991, il lance une initiative parlementaire qui conduit à un article constitutionnel sur le commerce des armes accepté par le peuple en 1993. En 1995, il est candidat à la présidence du groupe socialiste des Chambres fédérales, mais la conseillère nationale schaffhousoise Ursula Hafner lui est préférée. En 1996 et 1997, il préside la Commission de l'environnement, de l'aménagement du territoire et de l'énergie (CEATE). Il se représente aux élections fédérales de 1999, mais n'est pas réélu et quitte donc le Conseil national le 5 décembre 1999.